# Nail Railowitsch Jakupow
Nail Railowitsch Jakupow (russisch Наиль Раилович Якупов; englische Transkription: Nail Railovich Yakupov; * 6. Oktober 1993 in Nischnekamsk) ist ein russischer Eishockeyspieler tatarischer Abstammung, der seit November 2024 erneut beim HK Awangard Omsk aus der Kontinentalen Hockey-Liga (KHL) unter Vertrag steht. Zuvor war der rechte Flügelstürmer unter anderem für die Colorado Avalanche, St. Louis Blues sowie Edmonton Oilers in der National Hockey League (NHL) aktiv, die ihn im NHL Entry Draft 2012 mit dem First Overall Draft Pick ausgewählt hatten. Jakupow gilt als einer der sportlich enttäuschendsten Gesamtersten in der Geschichte des NHL Entry Drafts, so wurden diesbezüglich Vergleiche mit Alexandre Daigle und Patrik Štefan gezogen.

## Karriere
Jakupow entstammt dem Nachwuchssystem von Neftechimik Nischnekamsk, dem Klub seiner Geburtsstadt. Im Alter von 16 Jahren spielte er dort bereits in der höchsten Jugendmannschaft des Klubs – Reaktor Nischnekamsk – in der Molodjoschnaja Chokkeinaja Liga. Dabei kam er in 14 Spielen auf sechs Scorerpunkte. Um auch im weiteren Verlauf seiner Karriere auf die Dienste ihres Jugendspielers zurückgreifen zu können, sicherte sich Neftechimik im KHL Junior Draft 2010 die Rechte an Jakupow für die Kontinentale Hockey-Liga (KHL). Sie wählten ihn in der ersten Runde an 19. Stelle aus. Das Talent Jakupows war aber auch den Scouts der Canadian Hockey League nicht verborgen geblieben und so sicherten sich die Sarnia Sting aus der Ontario Hockey League im CHL Import Draft 2010 ebenfalls die Rechte an dem Stürmer. Er wurde dort in der ersten Runde an zweiter Stelle – nur hinter dem Slowaken Martin Marinčin – ausgewählt. Gleichzeitig hatten sich die Sting in der OHL Priority Selection auch die Rechte an Alex Galchenyuk, einem russischstämmigen US-Amerikaner, gesichert.

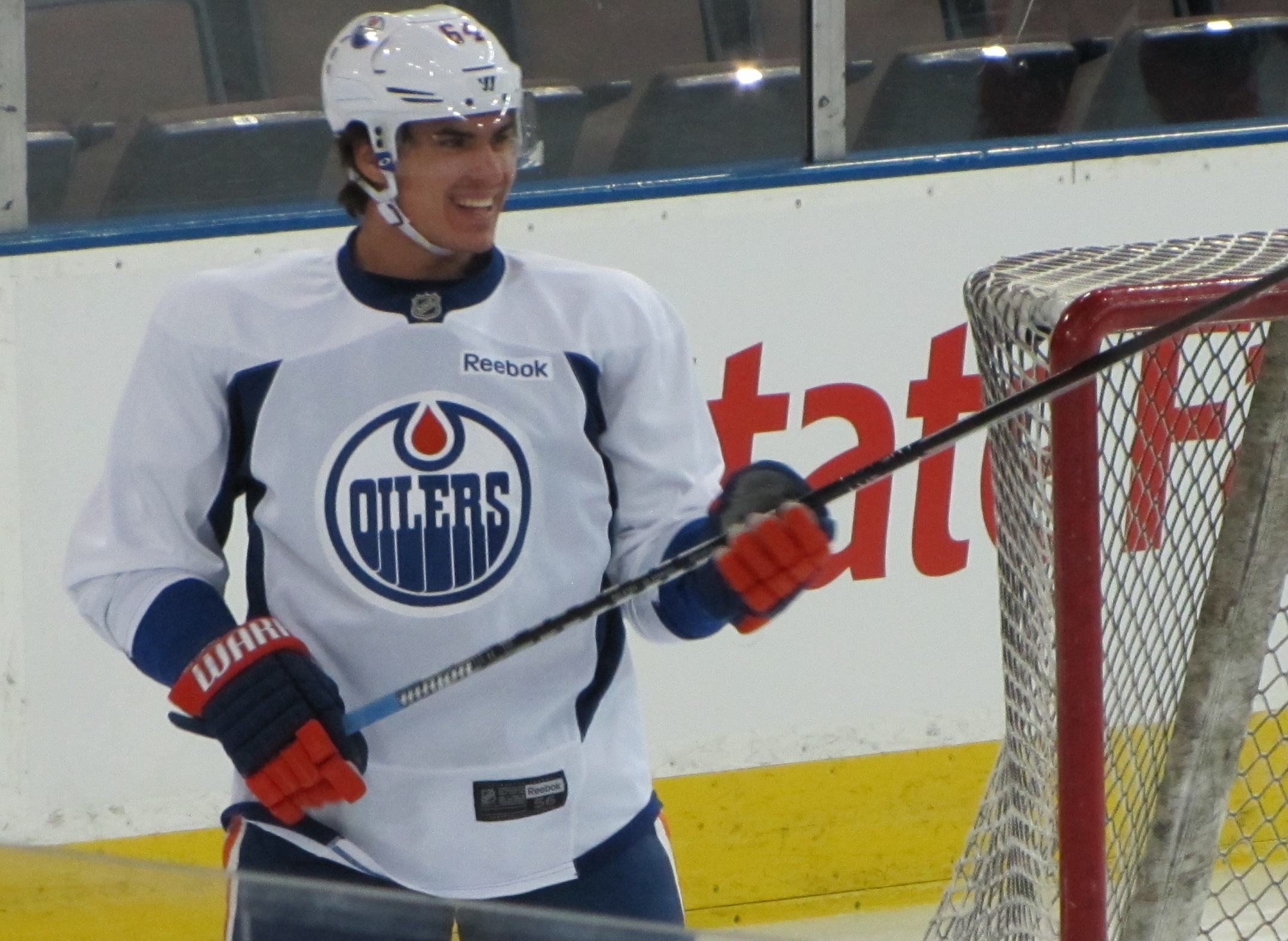
Jakupow im Trainingsdress der Edmonton Oilers

Im August 2010 wechselte Jakupow schließlich nach Nordamerika und schloss sich den Sarnia Sting an. Als Rookie absolvierte der Stürmer eine überaus erfolgreiche OHL-Saison 2010/11. Zwischen Oktober 2010 und Februar 2011 wurde er insgesamt dreimal zum Rookie des Monats der OHL gewählt. Am Saisonende war er – obwohl Sarnia die Play-offs deutlich verpasste – mit 101 Punkten der beste Scorer seines Teams und viertbester der gesamten Liga. Dies bedeutete zudem, dass er der beste Rookiescorer der Saison war und den besten Wert seit Patrick Kane in der Spielzeit 2006/07 aufstellte. Ebenfalls waren seine 49 Tore ein Bestwert unter allen Rookies. Folglich wurde Jakupow am Saisonende ins First All-Rookie-Team der OHL gewählt, mit dem Emms Family Award als bester Liganeuling und schließlich auch als CHL Rookie of the Year ausgezeichnet.
Jakupow wurde im NHL Entry Draft 2012 als Gesamterster von den Edmonton Oilers ausgewählt. Im Juli 2012 unterzeichnete er mit den Oilers einen Einstiegsvertrag über drei Jahre.  Aufgrund des NHL-Lockouts spielte Jakupow zwischen September und Dezember 2012 für Neftechimik Nischnekamsk in der Kontinentalen Hockey-Liga, bevor er zu Beginn der NHL-Spielzeit nach Nordamerika zurückkam. Nach anfänglichen Anpassungsschwierigkeiten in seinem Rookiejahr erzielte der Russe elf Tore in den letzten 14 Saisonspielen. Da in den folgenden drei Spielzeiten allerdings nur weitere 33 Tore in 203 Einsätzen folgten, trennten sich die Oilers kurz vor dem Start der Saison 2016/17 von ihm. Im Tausch für ein Drittrunden-Wahlrecht im NHL Entry Draft 2017 sowie Minor-League-Spieler Zach Pochiro wechselte Jakupow zu den St. Louis Blues, um dort einen Neuanfang zu starten. Nach dem Auslaufen seines Vertrages wechselte der Russe im Juli 2017 als Free Agent zur Colorado Avalanche. Dort erfüllte er einen Einjahresvertrag, wurde jedoch nicht darüber hinaus an das Team gebunden, sodass er seit Juli 2018 auf der Suche nach einem neuen Arbeitgeber war. In der Folge kehrte Jakupow in seine russische Heimat zurück und schloss sich dem SKA Sankt Petersburg aus der KHL an.
Nach zwei Jahren seines Vierjahresvertrags beim SKA wurde Jakupow im Mai 2020 im Tausch gegen Pawel Koltygin vom SKA an den HK Witjas abgegeben. Während der Sommerpause wurde Jakupow abermals transferiert, als er gegen Zahlung einer finanziellen Kompensation an Amur Chabarowsk abgegeben wurde. Im Oktober 2020 wechselte er erneut gegen Zahlung einer Entschädigung zum HK Awangard Omsk. Mit dem Team feierte der Tatare am Ende der Saison 2020/21 sowohl den Gewinn des Gagarin-Pokals als auch der russischen Meisterschaft. Es folgten zwei weitere Spielzeiten bei Awangard, ehe zur Spielzeit 2023/24 ein KHL-interner Wechsel zu seinem Heimatverein Neftechimik Nischnekamsk folgte. In 31 Einsätzen sammelte er dabei 19 Punkte. Zur Saison 2024/25 sicherte sich der chinesische KHL-Teilnehmer Kunlun Red Star die Dienste Jakupows. Bereits nach 27 Einsätzen kehrte der Russe jedoch durch ein Transfergeschäft im November 2024 zu Awangard Omsk zurück.

### International
Jakupow vertrat Russland bei der U18-Junioren-Weltmeisterschaft 2011 sowie der U20-Junioren-Weltmeisterschaft 2012. Bei der U18-Junioren-Weltmeisterschaft gewann er mit dem Team die Bronzemedaille. Dazu steuerte er in sieben Spielen 13 Scorerpunkte bei und war im Spiel um die Bronzemedaille mit einem Hattrick maßgeblich für den Medaillengewinn verantwortlich. Seine beiden Sturmreihenpartner Nikita Kutscherow und Michail Grigorenko erzielten im Turnierverlauf 21 bzw. 18 Scorerpunkte, womit sie die mit Abstand beste Sturmreihe des gesamten Turniers bildeten. Bei der U20-Junioren-Weltmeisterschaft 2012 gewann Jakupow eine weitere Silbermedaille und war gemeinsam mit dem Finnen Mikael Granlund bester Vorlagengeber des Turniers.
Sein Debüt in der russischen Nationalmannschaft feierte Jakupow im Verlauf der Saison 2015/16 der Euro Hockey Tour. Weitere Einsätze folgten im Spieljahr 2018/19. 

## Erfolge und Auszeichnungen
| - 2010 OHL-Rookie des Monats Oktober - 2011 OHL-Rookie des Monats Januar - 2011 OHL-Rookie des Monats Februar - 2011 OHL First All-Rookie-Team - 2011 Emms Family Award - 2011 CHL Rookie of the Year | - 2011 OHL-Spieler des Monats Oktober - 2012 OHL Third All-Star-Team - 2012 CHL Top Draft Prospect Award - 2012 KHL-Rookie des Monats Oktober - 2013 NHL-Rookie des Monats April - 2021 Gagarin-Pokal-Gewinn und Russischer Meister mit dem HK Awangard Omsk |

### International
- 2011 Bronzemedaille bei der U18-Junioren-Weltmeisterschaft
- 2012 Silbermedaille bei der U20-Junioren-Weltmeisterschaft
- 2012 Bester Vorlagengeber der U20-Junioren-Weltmeisterschaft (gemeinsam mit Mikael Granlund)
- 2013 Bronzemedaille bei der U20-Junioren-Weltmeisterschaft

## Karrierestatistik
Stand: Ende der Saison 2023/24

### International
Vertrat Russland bei:
- Ivan Hlinka Memorial Tournament 2010
- U18-Junioren-Weltmeisterschaft 2011
- U20-Junioren-Weltmeisterschaft 2012
- U20-Junioren-Weltmeisterschaft 2013

(Legende zur Spielerstatistik: Sp oder GP = absolvierte Spiele; T oder G = erzielte Tore; V oder A = erzielte Assists; Pkt oder Pts = erzielte Scorerpunkte; SM oder PIM = erhaltene Strafminuten; +/− = Plus/Minus-Bilanz; PP = erzielte Überzahltore; SH = erzielte Unterzahltore; GW = erzielte Siegtore; 1 Play-downs/Relegation; Kursiv: Statistik nicht vollständig)